# Pobeda, Bačka Topola
Pobeda (izvirno srbsko Победа) je naselje v Srbiji, ki upravno spada pod Občino Bačka Topola; slednja pa je del Severnobačkega upravnega okraja.

## Demografija
V naselju živi 273 polnoletnih prebivalcev, pri čemer je njihova povprečna starost 41,1 let (40,6 pri moških in 41,5 pri ženskah). Naselje ima 131 gospodinjstev, pri čemer je povprečno število članov na gospodinjstvo 2,58.
Prebivalstvo je večinoma nehomogeno, a v času zadnjih treh popisov je opazno zmanjšanje števila prebivalcev.
|  |

| Demografija | Demografija     | Demografija     |
| Leto        | Št. prebivalcev | Št. prebivalcev |
| ----------- | --------------- | --------------- |
|             |                 |                 |
|             |                 |                 |
|             |                 |                 |
|             |                 |                 |
| 1948        | 148             |                 |
| 1953        | 346             |                 |
| 1961        | 338             |                 |
| 1971        | 317             |                 |
| 1981        | 420             |                 |
| 1991        | 380             | 380             |
| 2002        | 342             | 342             |
|             |                 |                 |

| Etnična sestava po popisu iz leta 2002 | Etnična sestava po popisu iz leta 2002 | Etnična sestava po popisu iz leta 2002 | Etnična sestava po popisu iz leta 2002 | Etnična sestava po popisu iz leta 2002 |
| -------------------------------------- | -------------------------------------- | -------------------------------------- | -------------------------------------- | -------------------------------------- |
| Madžari                                | Madžari                                |                                        | 161                                    | 47,07%                                 |
| Srbi                                   | Srbi                                   |                                        | 104                                    | 30,40%                                 |
| Hrvati                                 | Hrvati                                 |                                        | 23                                     | 6,72%                                  |
| Nemci                                  | Nemci                                  |                                        | 5                                      | 1,46%                                  |
| Jugoslovani                            | Jugoslovani                            |                                        | 3                                      | 0,87%                                  |
| Črnogorci                              | Črnogorci                              |                                        | 2                                      | 0,58%                                  |
| Bunjevci                               | Bunjevci                               |                                        | 1                                      | 0,29%                                  |
| Neznano                                | Neznano                                |                                        | 0                                      | 0,0%                                   |